# Falzzange

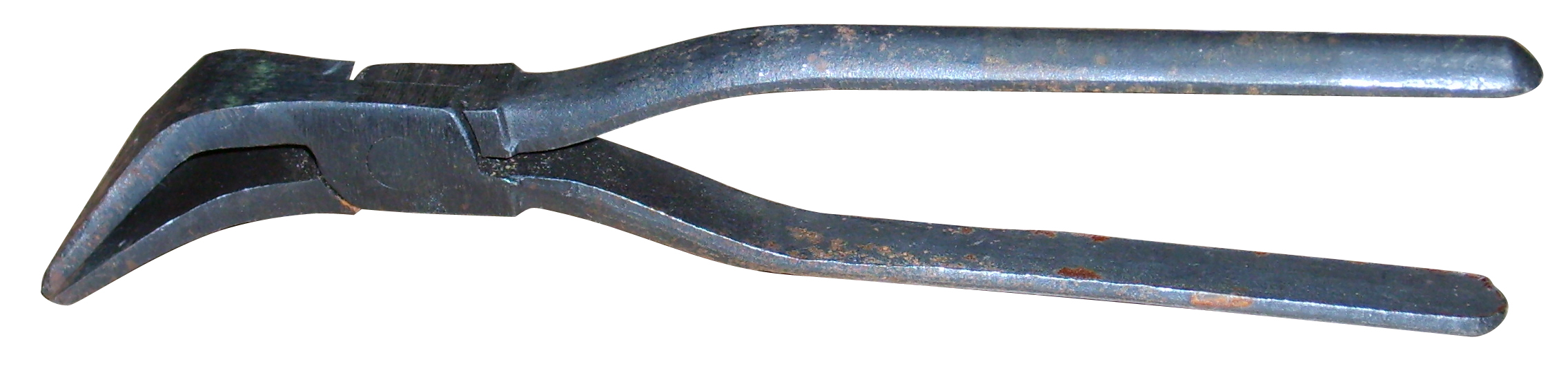
Falzzange gekröpft

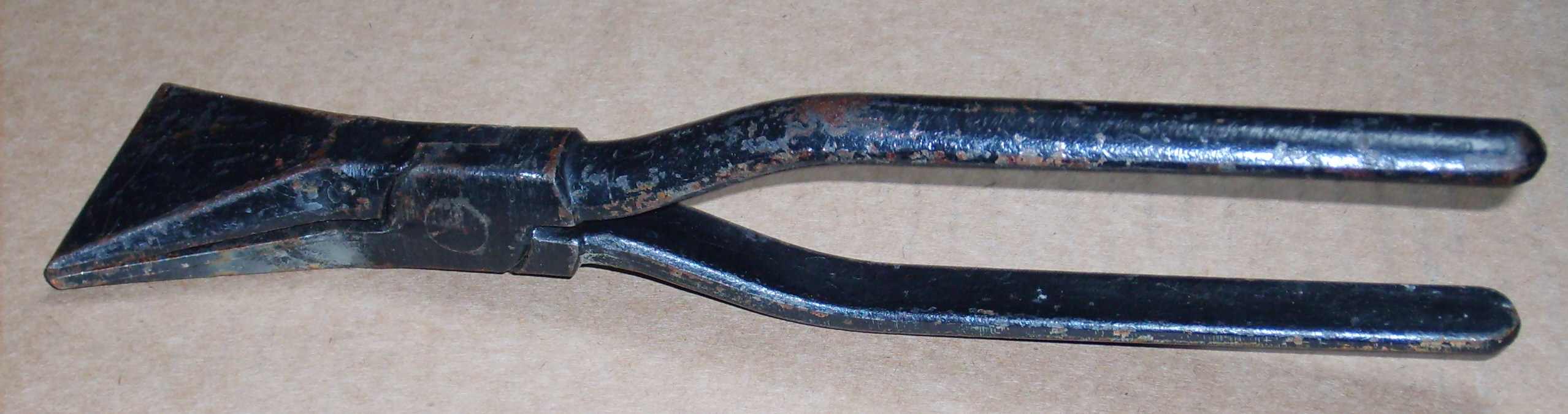
Falzzange gerade

Die Falzzange ist eine Zange, die zum Abfalzen von Blechen verwendet wird. Mit ihrer Hilfe kann der Klempner Bleche an bestimmten Stellen biegen und saubere Kanten gänzlich ohne Maschinen ausführen.
Es gibt verschiedene Varianten:
- Bei der geraden Falzzange wird zwischen der normalen und der Eckfalzzange unterschieden.
- Bei der gekröpften Falzzange ist die Fläche der Zange im Vergleich zur normalen Falzzange um 45 Grad abgebogen.
- Bei der gewinkelten Falzzange ist die Fläche der Zange im Vergleich zur normalen Falzzange um 90 Grad abgewinkelt.